# Antypater I Macedoński
Antypater I Macedoński (gr. Ἀντίπατρος ὁ Μακεδών, Antίpatros ho Makedṓn; zm. 287 p.n.e.) – król Macedonii z dynastii Antypatrydów razem z bratem Aleksandrem V w latach 297–294 p.n.e. Drugi syn króla Macedonii Kassandra i Tessaloniki, córki króla Macedonii Filipa II i Olimpias z Epiru.
W r. 297 p.n.e., po śmierci starszego brata Filipa IV, Antypater objął tron razem z młodszym bratem Aleksandrem V. Byli oni pod opieką Tessaloniki, matki i regentki, która dokonała podziału kraju na dwie części. Antypater otrzymał wschodnią Macedonię. Czując się skrzywdzonym, kazał zamordować matkę w r. 296 p.n.e. Następnym krokiem było zjednoczenie kraju poprzez usunięcie brata od tronu. Zawarł sojusz z Lizymachem, królem Tracji, poślubiając jego córkę Eurydykę IV. Aleksander V, obawiając się brata, zwrócił się o pomoc najpierw do Demetriusza I Poliorketesa, potem do Pyrrusa, króla Epiru. Dzięki mediacji tego drugiego doszło do załagodzenia sporu między braćmi. Gdy Demetriusz, mając nadzieję na zdobycie tronu macedońskiego, przybył na północ ze swą armią, okazało się, że niepotrzebnie. Także Lizymach, brał udział w mediacji, bowiem obawiał się Demetriusza. Przekonał swego zięcia Antypatra, by się pogodził z Aleksandrem. Demetriusz Poliorketes, przeczuwając zawarcie ugody między braćmi, postanowił przygotować zasadzkę. W Larisie podczas uczty wyniku doprowadził do mordu na Aleksandrze. Rano armia królewska „okrzyknęła go królem Macedończyków”. Następnie w dolnej części kraju aklamacja ta została przyjęta przez resztę mieszkańców, tj. w Ajgaj i Pelli. Antypater, formalnie usunięty z tronu przez zgromadzenie, uciekł do Tracji, na dwór Lizymacha. Ten, zajęty wojną z Getami, zawarł pokój ze zwycięzcą. Musiał mu dać drugą część Macedonii, należącą do zięcia. Z tego powodu Antypater skarżył się przed teściem. Mówił mu, że zdradą zabrał mu królestwo. Do tych skarg dołączała się żona Eurydyka. Lizymach postanowił zgładzić zięcia, a córkę oddać pod straż.